# Seconda Divisione 1934-1935
La Seconda Divisione 1934-1935 fu il torneo regionale superiore di quell’edizione del campionato italiano di calcio.
La Seconda Divisione fu organizzata e gestita dai Direttori di Zona.
A causa della riforma dei campionati sovrastanti, che prevedeva un taglio di ben cinquanta squadre dal DDS, questa edizione della Seconda Divisione non prevedeva promozioni, e quindi inutili finali, ma si giocava solo per mettersi in mostra in vista della selezione che ogni direttorio di zona avrebbe fatto nell’estate del 1935 allorquando, con la scusa del cambio di nome del torneo in Prima Divisione, era stabilita una licenza per rielaborare gli organici in senso più elitario.
Fin da questa stagione intanto vennero escluse le squadre Allievi, mentre per le Riserve le decisioni erano delegare ad ogni direttorio.

## Piemonte
Direttorio I Zona (Piemonte)

Sede: - Via Ponza 2 - Torino.

Presidente: Gustavo Norzi.

### Squadre partecipanti
| Club                 | Città             | Stadio | Stagione precedente |
| -------------------- | ----------------- | ------ | ------------------- |
| A.S. Aosta           | Aosta             |        |                     |
| Dopolavoro Cuneo     | Cuneo             |        |                     |
| O.N.D. Juventus Domo | Domodossola (NO)  |        |                     |
| Oleggio Sportiva     | Oleggio (NO)      |        |                     |
| U.S. Voluntas        | Villadossola (NO) |        |                     |

### Classifica
|  | Pos. | Squadra       | Pt | G | V | N | P | GF | GS | DR  |
|  | ---- | ------------- | -- | - | - | - | - | -- | -- | --- |
|  | 1.   | Aosta         | 11 | 8 | 4 | 3 | 1 | 24 | 13 | +11 |
|  | 2.   | Voluntas      | 9  | 8 | 3 | 3 | 2 | 11 | 11 | 0   |
|  | 3.   | Cuneo         | 8  | 8 | 3 | 2 | 3 | 8  | 14 | -6  |
|  | 4.   | Oleggio       | 7  | 8 | 3 | 1 | 4 | 17 | 20 | -3  |
|  | 5.   | Juventus Domo | 5  | 8 | 1 | 3 | 4 | 14 | 17 | -3  |

Legenda:
      Campione Piemontese di Seconda Divisione.
Regolamento:
Due punti a vittoria, uno a pareggio, zero a sconfitta.
Il campionato piemontese fu puramente onorifico.

## Lombardia
Direttorio II Zona (Lombardia)

Sede: Via Torino 45 - Milano.

Presidente: Cav. Eraldo Gaudenzi.
- Escluse tutte le squadre Allievi e lasciate solo poche deroghe per le Riserve, l’organico si ridusse a 33 squadre divise su tre gironi.

### Girone A

#### Squadre partecipanti
| Club                            | Città                | Stadio | Stagione precedente |
| ------------------------------- | -------------------- | ------ | ------------------- |
| Asso Sportiva                   | Asso (CO)            |        |                     |
| U.S. Caratese                   | Carate Brianza (MI)  |        |                     |
| U.S. Cusano-Milanino            | Cusano Milanino (MI) |        |                     |
| G.S. Dopolavoro Desio           | Desio (MI)           |        |                     |
| S.S. La Folgore                 | Cesano Maderno (MI)  |        |                     |
| S.C. Menaggio                   | Menaggio (CO)        |        |                     |
| A.C. Merate                     | Merate (CO)          |        |                     |
| U.S. Morbegnese                 | Morbegno (SO)        |        |                     |
| Dopolavoro Ferrovie Nord Edison | Novate Milanese (MI) |        |                     |
| Seregno F.C. (B=riserve)        | Seregno (MI)         |        |                     |
| Dop. Snia Viscosa               | Cesano Maderno (MI)  |        |                     |

#### Classifica finale
|  | Pos. | Squadra                   | Pt | G  | V | N | P | GF | GS | DR |
|  | ---- | ------------------------- | -- | -- | - | - | - | -- | -- | -- |
|  | 1.   | Merate                    | ?? | 20 |   |   |   |    |    |    |
|  | 2.   | Dop. Ferrovie Nord Edison | ?? | 20 |   |   |   |    |    |    |
|  | 3.   | ??                        | ?? | 20 |   |   |   |    |    |    |
|  | 4.   | Cusano Milanino           | ?? | 20 |   |   |   |    |    |    |
|  | 5.   | Caratese                  | ?? | 20 |   |   |   |    |    |    |
|  | 6.   | ??                        | ?? | 20 |   |   |   |    |    |    |
|  | 7.   | ??                        | ?? | 20 |   |   |   |    |    |    |
|  | 8.   | ??                        | ?? | 20 |   |   |   |    |    |    |
|  | 9.   | ??                        | ?? | 20 |   |   |   |    |    |    |
|  | 10.  | ??                        | ?? | 20 |   |   |   |    |    |    |
|  | 11.  | Desio                     | ?? | 20 |   |   |   |    |    |    |

Legenda:
      Ammesso alle finali ma le perde e non viene selezionato per la Prima Divisione Regionale a differenza del Seregno-B.
Regolamento:
Due punti a vittoria, uno a pareggio, zero a sconfitta.

### Girone B

#### Squadre partecipanti
| Club                     | Città                      | Stadio | Stagione precedente |
| ------------------------ | -------------------------- | ------ | ------------------- |
| Alleanza F.C.            | Milano                     |        |                     |
| G.S. Bernocchi           | Legnano (MI)               |        |                     |
| U.S. Bollatese           | Bollate (MI)               |        |                     |
| Caravaggio Sportiva      | Caravaggio (BG)            |        |                     |
| O.N.D. Cernusco          | Cernusco sul Naviglio (MI) |        |                     |
| S.S. Colognese           | Cologno Monzese (MI)       |        |                     |
| G.S. "Erminio Giana"     | Gorgonzola (MI)            |        |                     |
| Sport Iris 1914 F.C.     | Milano                     |        |                     |
| Legnano F.C. (B=riserve) | Legnano (MI)               |        |                     |
| U.S. Melzese             | Melzo                      |        |                     |
| Minerva F.C.             | Milano                     |        |                     |
| Montello F.C.            | Milano                     |        |                     |

#### Classifica finale
|  | Pos. | Squadra | Pt | G  | V | N | P | GF | GS | DR |
|  | ---- | ------- | -- | -- | - | - | - | -- | -- | -- |
|  | 1.   | ??      | ?? | 22 |   |   |   |    |    |    |
|  | 2.   | ??      | ?? | 22 |   |   |   |    |    |    |
|  | 3.   | ??      | ?? | 22 |   |   |   |    |    |    |
|  | 4.   | ??      | ?? | 22 |   |   |   |    |    |    |
|  | 5.   | ??      | ?? | 22 |   |   |   |    |    |    |
|  | 6.   | ??      | ?? | 22 |   |   |   |    |    |    |
|  | 7.   | ??      | ?? | 22 |   |   |   |    |    |    |
|  | 8.   | ??      | ?? | 22 |   |   |   |    |    |    |
|  | 9.   | ??      | ?? | 22 |   |   |   |    |    |    |
|  | 10.  | ??      | ?? | 22 |   |   |   |    |    |    |
|  | 11.  | ??      | ?? | 22 |   |   |   |    |    |    |
|  | 12.  | ??      | ?? | 22 |   |   |   |    |    |    |

Legenda:
      Ammesso alle finali.
Regolamento:
Due punti a vittoria, uno a pareggio, zero a sconfitta.
Alleanza, Caravaggio, Colognese, Iris, Melzese, Minerva e Montello selezionate per la Prima Divisione Regionale.

### Girone C

#### Squadre partecipanti
| Club                          | Città                    | Stadio | Stagione precedente |
| ----------------------------- | ------------------------ | ------ | ------------------- |
| F.C. IV Novembre              | Milano-Quinto Romano     |        |                     |
| G.S. F.G.C. Baracca           | Milano-Baggio            |        |                     |
| G.S. Dopolavoro Ernesto Breda | Sesto San Giovanni (MI)  |        |                     |
| A.C. Codogno                  | Codogno (MI)             |        |                     |
| . . Filocantanti              | Milano-Bovisa            |        |                     |
| G.S. Dopolavoro Magenta       | Magenta (MI)             |        |                     |
| S.S. Olubra                   | Castel San Giovanni (PC) |        |                     |
| G.S. Pirelli (B=riserve)      | Milano-Bicocca           |        |                     |
| La Serenissima F.C.           | Lodi (MI)                |        |                     |
| S.G. Stradellina B            | Stradella (PV)           |        |                     |

#### Classifica finale
|  | Pos. | Squadra       | Pt | G  | V | N | P | GF | GS | DR |
|  | ---- | ------------- | -- | -- | - | - | - | -- | -- | -- |
|  | 1.   | Codogno       | ?? | 18 |   |   |   |    |    |    |
|  | 2.   | ??            | ?? | 18 |   |   |   |    |    |    |
|  | 3.   | Stradellina B | ?? | 18 |   |   |   |    |    |    |
|  | 4.   | ??            | ?? | 18 |   |   |   |    |    |    |
|  | 5.   | ??            | ?? | 18 |   |   |   |    |    |    |
|  | 6.   | ??            | ?? | 18 |   |   |   |    |    |    |
|  | 7.   | ??            | ?? | 18 |   |   |   |    |    |    |
|  | 8.   | ??            | ?? | 18 |   |   |   |    |    |    |
|  | 9.   | ??            | ?? | 18 |   |   |   |    |    |    |
|  | 10.  | ??            | ?? | 18 |   |   |   |    |    |    |

Legenda:
      Ammesso alle finali.
Regolamento:
Due punti a vittoria, uno a pareggio, zero a sconfitta.
Ernesto Breda selezionata per la Prima Divisione Regionale.

### Finali regionali
Vinse il Codogno con titolo onorifico.

## Veneto
Direttorio III Zona (Veneto)

Sede: - Venezia.

Presidente: Antonio Scalabrin.

### Girone A

#### Squadre partecipanti
| Club                         | Città                    | Stadio | Stagione precedente |
| ---------------------------- | ------------------------ | ------ | ------------------- |
| G.S. Giorgione               | Castelfranco Veneto (TV) |        |                     |
| A.F.C. Piave                 | Belluno                  |        |                     |
| A.C. "Gianvittore Mezzomo"   | Feltre (BL)              |        |                     |
| G.S.F. Muranese              | Venezia-Murano           |        |                     |
| A.F.C. Venezia (B = riserve) | Venezia                  |        |                     |
| S.S. "Piero Foscari"         | Mira-Taglio (VE)         |        |                     |
| Treviso F.C. (B = riserve)   | Treviso                  |        |                     |
| Pol. Sandonatese             | San Donà di Piave (VE)   |        |                     |
| A.S.F. Conegliano            | Conegliano (TV)          |        |                     |

#### Classifica finale
|  | Pos. | Squadra               | Pt | G  | V | N | P | GF | GS | DR  |
|  | ---- | --------------------- | -- | -- | - | - | - | -- | -- | --- |
|  | 1.   | Giorgione             | 23 | 16 | 8 | 7 | 1 | 21 | 9  | +12 |
|  | 2.   | Piave                 | 18 | 16 | 8 | 2 | 6 | 38 | 31 | +7  |
|  | 3.   | "Gianvittore Mezzomo" | 17 | 16 | 6 | 5 | 5 | 32 | 17 | +15 |
|  | 4.   | Muranese              | 16 | 16 | 5 | 6 | 5 | 24 | 33 | -9  |
|  | 5.   | Venezia (B)           | 15 | 16 | 6 | 3 | 7 | 26 | 24 | +2  |
|  | 6.   | "Piero Foscari"       | 14 | 16 | 4 | 6 | 6 | 17 | 20 | -3  |
|  | 6.   | Treviso (B)           | 14 | 16 | 5 | 4 | 7 | 20 | 29 | -9  |
|  | 6.   | Sandonatese           | 14 | 16 | 6 | 2 | 8 | 19 | 30 | -11 |
|  | 9.   | Conegliano            | 13 | 16 | 5 | 3 | 8 | 32 | 36 | -4  |

Legenda:
      Ammesso alle finali.
Regolamento:
Due punti a vittoria, uno a pareggio, zero a sconfitta.
Pari merito in caso di pari punti se non in zona promozione/finali.

### Girone B

#### Squadre partecipanti
| Club                         | Città             | Stadio | Stagione precedente |
| ---------------------------- | ----------------- | ------ | ------------------- |
| U.S. Audace                  | Verona-S.M. Extra |        |                     |
| Dop. F.R.A.G.D.              | Castelmassa (RO)  |        |                     |
| G.S.F. Lendinara             | Lendinara (RO)    |        |                     |
| A.C. Padova (B = riserve)    | Padova            |        |                     |
| G.S.F. Rovigo (B = riserve)  | Rovigo            |        |                     |
| A.C. Thiene                  | Thiene (VI)       |        |                     |
| A.C. Valerio Valery          | Legnago (VR)      |        |                     |
| A.C. Verona (B = riserve)    | Verona            |        |                     |
| A.F.C. Vicenza (B = riserve) | Vicenza           |        |                     |

#### Classifica finale
|  | Pos. | Squadra          | Pt | G  | V | N | P | GF | GS | DR |
|  | ---- | ---------------- | -- | -- | - | - | - | -- | -- | -- |
|  | 1.   | Valerio Valery   | 21 | 16 | 9 | 3 | 4 | 32 | 24 | +8 |
|  | 2.   | Thiene           | 18 | 16 | 8 | 2 | 6 | 30 | 37 | -7 |
|  | 3.   | Rovigo (B)       | 17 | 16 | 6 | 5 | 5 | 36 | 35 | +1 |
|  | 4.   | Audace SME       | 16 | 16 | 6 | 4 | 6 | 23 | 23 | 0  |
|  | 5.   | L.R. Vicenza (B) | 15 | 16 | 5 | 5 | 6 | 32 | 30 | +2 |
|  | 5.   | Lendinara        | 15 | 16 | 5 | 5 | 6 | 27 | 27 | 0  |
|  | 7.   | Padova (B) (-1)  | 14 | 16 | 6 | 3 | 7 | 25 | 26 | -1 |
|  | 7.   | F.R.A.G.D.       | 14 | 16 | 5 | 4 | 7 | 27 | 33 | -6 |
|  | 9.   | Verona (B)       | 13 | 16 | 4 | 5 | 7 | 30 | 27 | +3 |

Legenda:
      Ammesso alle finali.
Regolamento:
Due punti a vittoria, uno a pareggio, zero a sconfitta.
Pari merito in caso di pari punti se non in zona promozione/finali.
Note:
Il Padova ha scontato 1 punto di penalizzazione.
- Non organizzativa la Venezia Tridentina:

Direttorio IV Zona (Venezia Tridentina)

Sede: - Trento.

Presidente: Adalberto Bragagna.

## Venezia Giulia
Direttorio V Zona (Venezia Giulia)

Sede: - Trieste.

Presidente: Pietro Sponza.
Girone unico
- G.S.F. Latisana
- Dopolavoro C.R.D.A. Monfalcone (B=riserve)
- Dopolavoro Pordenone (B=riserve)
- A.S. Pro Gorizia (B=riserve)
- U.S. Triestina (B=riserve)
- A.C. Udinese (B=riserve)

### Classifica finale
|  | Pos. | Squadra           | Pt       | G | V | N | P | GF | GS | DR  |
|  | ---- | ----------------- | -------- | - | - | - | - | -- | -- | --- |
|  | 1.   | Triestina B       | 16       | 8 | 8 | 0 | 0 | 28 | 2  | +26 |
|  | 2.   | Udinese B         | 10       | 8 | 4 | 2 | 2 | 19 | 9  | +10 |
|  | 3.   | Pro Gorizia B     | 8        | 8 | 3 | 2 | 3 | 20 | 15 | +5  |
|  | 4.   | Latisana          | 5        | 8 | 2 | 1 | 5 | 11 | 18 | -7  |
|  | 5.   | Pordenone B       | 1        | 8 | 0 | 1 | 7 | 5  | 23 | -18 |
|  | --.  | CRDA Monfalcone B | Ritirato |   |   |   |   |    |    |     |

Legenda:
      Campione Giuliano di Seconda Divisione.
      Segnalato al Direttorio Federale per una possibile ammissione in Prima Divisione Giuliana.
Regolamento:
Due punti a vittoria, uno a pareggio, zero a sconfitta.
Pari merito in caso di pari punti.
Spareggio in caso di pari punti in zona promozione e/o retrocessione.

## Liguria
Direttorio VI Zona (Liguria)

Sede: - Genova.

Presidente: Dott. Mario Tortarolo.

### Squadre partecipanti
| Club                                       | Città                | Stadio | Stagione precedente |
| ------------------------------------------ | -------------------- | ------ | ------------------- |
| S.S. Bel Paese                             | Genova               |        |                     |
| Genova 1893 Circolo del Calcio (B=riserve) | Genova               |        |                     |
| G.A. Ilva                                  | Savona               |        |                     |
| A.S. Riva Trigoso                          | Sestri Levante (GE)  |        |                     |
| A.C. Sampierdarenese (B=riserve)           | Genova-Sampierdarena |        |                     |
| U.S. Sestri Levante                        | Sestri Levante (GE)  |        |                     |
| A.C. Varazze                               | Varazze (SV)         |        |                     |

### Classifica finale
|  | Pos. | Squadra             | Pt | G  | V  | N | P | GF | GS | DR |
|  | ---- | ------------------- | -- | -- | -- | - | - | -- | -- | -- |
|  | 1.   | Sampierdarenese (B) | 18 | 12 | ?? | ? | ? | ?? | ?? | ?? |
|  | 2.   | Riva Trigoso        | 17 | 12 | ?? | ? | ? | ?? | ?? | ?? |
|  | 3.   | Genoa (B)           | 12 | 12 | ?? | ? | ? | ?? | ?? | ?? |
|  | 3.   | Ilva Savona         | 12 | 12 | ?? | ? | ? | ?? | ?? | ?? |
|  | 5.   | Varazze             | 9  | ?? | ?? | ? | ? | ?? | ?? | ?? |
|  | 5.   | Bel Paese           | 9  | 12 | ?? | ? | ? | ?? | ?? | ?? |
|  | 7.   | Sestri Levante      | 7  | 12 | ?? | ? | ? | ?? | ?? | ?? |

Legenda:
      Campione Ligure di Seconda Divisione.
Regolamento:
Due punti a vittoria, uno a pareggio, zero a sconfitta.
In caso di pari punti per le squadre fuori dalla zona promozione era in vigore il pari merito.

## Emilia
Direttorio VII Zona (Emilia)

Sede: Via Ugo Bassi - Locali Borsa 25/B - Bologna.

Incaricato: Rag. Cav. Carlo Mazzantini.
Girone unico
- U.S. Baracca Lugo
- Bologna Sezione Calcio (B=riserve)
- U.S. Bondenese, Bondeno
- A.S. Forlì (B=riserve)
- G.S.F. Nuova Predappio, Predappio
- S.P.A.L. (B=riserve), Ferrara

Verdetti
- S.P.A.L. B Campione Emiliano di Seconda Divisione.

## Toscana
Direttorio VIII Zona (Toscana)

Sede: - Firenze.

Presidente: Cav. Dante Berretti.

### Squadre partecipanti
| Club                           | Città                 | Stadio | Stagione precedente |
| ------------------------------ | --------------------- | ------ | ------------------- |
| U.S. Aullese                   | Aulla (MS)            |        |                     |
| U.S. Elbana                    | Portoferraio (LI)     |        |                     |
| A.C. Fiorentina (C=allievi)    | Firenze               |        |                     |
| U.S. Livorno (C=allievi)       | Livorno               |        |                     |
| U.S. Orbetello                 | Orbetello (GR)        |        |                     |
| U.S. Sempre Avanti (B=riserve) | Piombino (LI)         |        |                     |
| A.C. Siena (B=riserve)         | Siena                 |        |                     |
| G.S. Solvay                    | Rosignano Solvay (LI) |        |                     |
| U.S. Volterrana                | Volterra (PI)         |        |                     |

### Classifica finale
|  | Pos. | Squadra           | Pt | G  | V  | N | P | GF | GS | DR  |
|  | ---- | ----------------- | -- | -- | -- | - | - | -- | -- | --- |
|  | 1.   | Fiorentina (C)    | 25 | 16 | 10 | 5 | 1 | 33 | 13 | +20 |
|  | 2.   | Volterrana        | 18 | 16 | 7  | 4 | 5 | 23 | 16 | +7  |
|  | 3.   | Sempre Avanti (B) | 17 | 16 | 5  | 7 | 4 | 29 | 26 | +3  |
|  | 3.   | Elbana            | 17 | 16 | 6  | 5 | 5 | 24 | 23 | +1  |
|  | 5.   | Solvay            | 15 | 16 | 5  | 5 | 6 | 18 | 24 | -6  |
|  | 6.   | Siena (B) (-1)    | 13 | 16 | 4  | 6 | 6 | 14 | 17 | -3  |
|  | 6.   | Orbetello         | 13 | 16 | 4  | 5 | 7 | 24 | 28 | -4  |
|  | 8.   | Aullese (-1)      | 12 | 16 | 5  | 3 | 8 | 16 | 29 | -13 |
|  | 9.   | Livorno (C) (-1)  | 11 | 16 | 4  | 4 | 8 | 26 | 31 | -5  |

Legenda:
      Campione Toscano di Seconda Divisione.
Regolamento:
Due punti a vittoria, uno a pareggio, zero a sconfitta.
In caso di pari punti per le squadre fuori dalla zona promozione era in vigore il pari merito.
Note:
Il Siena, l'Aullese e il Livorno hanno scontato 1 punto di penalizzazione.

## Marche
Direttorio IX Zona (Marche)

Sede: - Ancona.

Presidente: Giulio Borghetti.

### Squadre partecipanti
| Club                                | Città                         | Stadio | Stagione precedente |
| ----------------------------------- | ----------------------------- | ------ | ------------------- |
| Ass. Pol. Adriatica                 | Porto Recanati (MC)           |        |                     |
| U.S. Anconitana-Bianchi (B=riserve) | Ancona                        |        |                     |
| Dop. Cantiere Navale                | Ancona                        |        |                     |
| A.C. Dalmazia                       | Zara                          |        |                     |
| S.S. Fabriano                       | Fabriano (AN)                 |        |                     |
| A.C. Macerata                       | Macerata                      |        |                     |
| S.S. Portocivitanova                | Porto Civitanova (MV)         |        |                     |
| U.S. Sambenedettese                 | San Benedetto del Tronto (AP) |        |                     |
| U.S. Tolentino                      | Tolentino (MC)                |        |                     |

### Classifica finale
|  | Pos. | Squadra                | Pt | G  | V  | N | P  | GF | GS | DR  |
|  | ---- | ---------------------- | -- | -- | -- | - | -- | -- | -- | --- |
|  | 1.   | Cantiere Navale Ancona | 24 | 16 | 11 | 2 | 3  | 33 | 16 | +17 |
|  | 2.   | Portocivitanova        | 22 | 16 | 9  | 4 | 3  | 37 | 25 | +12 |
|  | 3.   | Tolentino              | 20 | 16 | 8  | 4 | 4  | 30 | 18 | +12 |
|  | 4.   | Anconitana-Bianchi B   | 16 | 16 | 6  | 4 | 6  | 34 | 21 | +13 |
|  | 5.   | Dalmazia (-3)          | 14 | 16 | 8  | 1 | 7  | 34 | 28 | +6  |
|  | 6.   | Adriatica              | 13 | 16 | 5  | 3 | 8  | 21 | 33 | -12 |
|  | 7.   | Sambenedettese (-1)    | 11 | 16 | 4  | 4 | 8  | 22 | 32 | -10 |
|  | 7.   | Macerata (-1)          | 11 | 16 | 5  | 2 | 9  | 20 | 36 | -16 |
|  | 9.   | Fabriano (-1)          | 7  | 16 | 3  | 2 | 11 | 16 | 38 | -22 |

Legenda:
      Vincitori.
Regolamento:
Due punti a vittoria, uno a pareggio, zero a sconfitta.
In caso di pari punti per le squadre fuori dalla zona promozione era in vigore il pari merito.
Note:
La Dalmazia ha scontato 3 punti di penalizzazione.
La Sambenedettese, il Macerata e il Fabriano hanno scontato 1 punto di penalizzazione.

## Umbria
Direttorio X Zona

Presidente: Gastone Bonaiuti, Piazza Morlacchi 2 - Perugia.

### Squadre partecipanti
| Squadra                              | Città                  | Stagione 1933-1934                   |
| ------------------------------------ | ---------------------- | ------------------------------------ |
| Pol. Fascista M.U. Borzacchini Terni | Terni                  | Ritirata dalla Prima Divisione Gir.G |
| A.C. Perugia (B = riserve)           | Perugia                | In Seconda Divisione Umbria          |
| U.S. Tiferno                         | Città di Castello (PG) | In Seconda Divisione Umbria          |

### Classifica finale
|  | Pos. | Squadra           | Pt | G | V | N | P | GF | GS | DR |
|  | ---- | ----------------- | -- | - | - | - | - | -- | -- | -- |
|  | 1.   | Borzacchini Terni | 6  | 3 | - | - | - | -  | -  | -  |
|  | 2.   | Tiferno           | 4  | 3 | - | - | - | -  | -  | -  |
|  | 3.   | Perugia (B)       | 2  | 3 | - | - | - | -  | -  | -  |

Legenda:
      Vincitore.
Regolamento:
Due punti a vittoria, uno a pareggio, zero a sconfitta.
In caso di pari punti per le squadre fuori dalla zona promozione e retrocessione era in vigore il pari merito.

## Lazio
Direttorio XI Zona (Lazio)

Sede: - Roma.

Presidente: Rag. Federico Tedeschi.

### Squadre partecipanti
| Squadra                            | Città         | Stadio | Stagione precedente |
| ---------------------------------- | ------------- | ------ | ------------------- |
| U.S. Civitavecchiese (B = riserve) | Civitavecchia |        |                     |
| S.G.S. Fortitudo                   | Roma          |        |                     |
| S.S. Francesco Di Biagio           | Terracina     |        |                     |
| S.S. Juventus                      | Roma          |        |                     |
| S.S. Lazio (B = riserve)           | Roma          |        |                     |
| G.S. Monte dei Paschi              | Roma          |        |                     |
| U.S. Ostiense                      | Roma-Ostia    |        |                     |
| A.S. Roma (B = riserve)            | Roma          |        |                     |
| S.S. Il Savoia Sportivo            | Roma          |        |                     |
| A.S. Tiburtina Ardita              | Roma          |        |                     |
| A.S. Viterbo                       | Viterbo       |        |                     |

### Classifica finale
Fonte: Il Littorale del 26 maggio 1935 bookreader
|  | Pos. | Squadra             | Pt | G  | V  | N | P  | GF | GS | DR  |
|  | ---- | ------------------- | -- | -- | -- | - | -- | -- | -- | --- |
|  | 1.   | Lazio (B)           | 36 | 20 | 17 | 2 | 1  | 55 | 10 | +45 |
|  | 2.   | Roma (B)            | 35 | 20 | 16 | 3 | 1  | 62 | 10 | +52 |
|  | 3.   | Ostiense            | 30 | 20 | 13 | 4 | 3  | 27 | 14 | +13 |
|  | 5.   | Monte dei Paschi    | 22 | 20 | 9  | 4 | 7  | 51 | 25 | +26 |
|  | 4.   | Francesco Di Biagio | 22 | 20 | 9  | 4 | 7  | 37 | 29 | +8  |
|  | 6.   | Tiburtina Ardita    | 17 | 20 | 4  | 9 | 7  | 30 | 33 | -3  |
|  | 7.   | Fortitudo           | 16 | 20 | 5  | 6 | 9  | 23 | 32 | -9  |
|  | 8.   | Civitavecchiese (B) | 14 | 20 | 6  | 2 | 12 | 22 | 49 | -27 |
|  | 9.   | Viterbo (-1)        | 12 | 20 | 4  | 5 | 11 | 17 | 47 | -30 |
|  | 10.  | Savoia              | 9  | 20 | 3  | 3 | 14 | 12 | 56 | -44 |
|  | 11.  | Juventus Roma       | 6  | 20 | 2  | 2 | 16 | 11 | 43 | -32 |

Legenda:
      Campione laziale di Seconda Categoria
Regolamento:
Due punti a vittoria, uno a pareggio, zero a sconfitta.
Il Viterbo ha scontato un punto di penalizzazione per una rinuncia.
Note:
Il Viterbo ha scontato 1 punto di penalizzazione.

## Abruzzi
Direttorio XII Zona (Abruzzi)

Sede: - Aquila degli Abruzzi.

Presidente: Prof. Dott. Giulio Natali (Direttore Ospedale Civile).

### Squadre partecipanti
| Squadra                    | Città                     | Stadio | Stagione precedente |
| -------------------------- | ------------------------- | ------ | ------------------- |
| A.S. Aquila (B = riserve)  | Aquila degli Abruzzi      |        |                     |
| S.S. Audax                 | Roseto degli Abruzzi (TE) |        |                     |
| S.S. Avezzano              | Avezzano (AQ)             |        |                     |
| G.S. Bussi Officine        | Bussi sul Tirino (PE)     |        |                     |
| Calciatori Aquilani        | Aquila degli Abruzzi      |        |                     |
| S.S. Chieti,               | Chieti                    |        |                     |
| F.S. Giuliese              | Giulianova (TE)           |        |                     |
| S.S. Gran Sasso            | Teramo                    |        |                     |
| A.S. Pescara (B = riserve) | Pescara                   |        |                     |
| S.S. Sulmona (B = riserve) | Sulmona (AQ)              |        |                     |

### Classifica finale
|  | Pos. | Squadra             | Pt | G  | V  | N  | P  | GF | GS | DR  |
|  | ---- | ------------------- | -- | -- | -- | -- | -- | -- | -- | --- |
|  | 1.   | Giuliese            | -- | 18 | __ | __ | __ | __ | __ | __  |
|  | 2.   | Gran Sasso          | -- | 18 | __ | __ | __ | __ | _  | ___ |
|  | 2.   | Chieti              | -- | 18 | __ | __ | __ | __ | __ | __  |
|  | 4.   | Bussi Officine      | -- | 18 | __ | __ | __ | __ | __ | __  |
|  | ..   | Aquila (B)          | -- | 18 | __ | __ | __ | __ | __ | __  |
|  | ..   | Audax               | -- | 18 | __ | __ | __ | __ | __ | __  |
|  | ..   | Avezzano            | -- | 18 | __ | __ | __ | __ | __ | __  |
|  | ..   | A.S. Pescara (B)    | -- | 18 | __ | __ | __ | __ | __ | __  |
|  | ..   | Sulmona (B)         | -- | 18 | __ | __ | __ | __ | __ | __  |
|  | ..   | Calciatori Aquilani | -- | 18 | __ | __ | __ | __ | __ | __  |

Legenda:
      Campione regionale abruzzese 1935.
Regolamento:
Due punti a vittoria, uno a pareggio, zero a sconfitta.
In caso di pari punti per le squadre fuori dalla zona promozione e retrocessione era in vigore il pari merito.
La Giuliese cessò l’attività a fine stagione.

## Campania
Direttorio XIII Zona (Campania)

Sede: - Napoli.

Presidente: Marchese Ing. Gaetano Del Pezzo.

### Squadre partecipanti
| Squadra                        | Città                        | Stadio | Stagione precedente |
| ------------------------------ | ---------------------------- | ------ | ------------------- |
| F.S. Avellino                  | Avellino                     |        |                     |
| U.S. Battipagliese             | Battipaglia (SA)             |        |                     |
| S.C. Lucano (B = riserve)      | Potenza                      |        |                     |
| A.G. Nocerina                  | Nocera Inferiore (SA)        |        |                     |
| A.C. Nola                      | Nola (NA)                    |        |                     |
| U.S. Salernitana (B = riserve) | Salerno                      |        |                     |
| A.C. Stabia                    | Castellammare di Stabia (NA) |        |                     |
| U.S. Torrese                   | Torre del Greco (NA)         |        |                     |

### Classifica finale
|  | Pos. | Squadra       | Pt | G  | V  | N | P | GF | GS | DR  |
|  | ---- | ------------- | -- | -- | -- | - | - | -- | -- | --- |
|  | 1.   | Nola          | 22 | 14 | 10 | 2 | 2 | 48 | 13 | +35 |
|  | 2.   | Stabia        | 20 | 14 | 8  | 4 | 2 | 35 | 11 | +24 |
|  | 3.   | Torrese       | 18 | 14 | 6  | 6 | 2 | 17 | 12 | +5  |
|  | 4.   | Nocerina      | 13 | 14 | 2  | 9 | 3 | 17 | 18 | -1  |
|  | 5.   | Salernitana B | 11 | 14 | 4  | 3 | 7 | 23 | 30 | -7  |
|  | 5.   | Avellino      | 11 | 14 | 4  | 3 | 7 | 19 | 40 | -21 |
|  | 7.   | Battipagliese | 10 | 14 | 4  | 2 | 8 | 17 | 30 | -13 |
|  | 8.   | SC Lucano B   | 7  | 14 | 2  | 3 | 9 | 12 | 34 | -22 |

Legenda:
      Vincitore.
Regolamento:
Due punti a vittoria, uno a pareggio, zero a sconfitta.
Battipagliese non selezionata per la riqualificazione in 1ª Divisione Regionale.

## Puglia
Direttorio XIV Zona (Puglia)

Sede: Bari.

Presidente: Avv. Sebastiano Roca.

### Squadre partecipanti
| Squadra                   | Città         | Stadio | Stagione precedente |
| ------------------------- | ------------- | ------ | ------------------- |
| U.S. Bari (B = riserve)   | Bari          |        |                     |
| G.S. Cantieri Tosi        | Taranto       |        |                     |
| U.S. Foggia (B = riserve) | Foggia        |        |                     |
| U.S. Matera               | Matera        |        |                     |
| A.S. Molfetta             | Molfetta (BA) |        |                     |

### Classifica finale
|  | Pos. | Squadra       | Pt | G | V | N | P | GF | GS | DR  |
|  | ---- | ------------- | -- | - | - | - | - | -- | -- | --- |
|  | 1.   | Cantieri Tosi | 12 | 8 | 6 | 0 | 2 | 14 | 5  | +9  |
|  | 2.   | Bari B        | 11 | 8 | 5 | 1 | 2 | 22 | 6  | +16 |
|  | 3.   | Foggia B      | 10 | 8 | 4 | 2 | 2 | 9  | 9  | 0   |
|  | 4.   | Matera        | 6  | 8 | 2 | 2 | 4 | 7  | 16 | -9  |
|  | 5.   | Molfetta (-1) | 0  | 8 | 0 | 1 | 7 | 4  | 20 | -16 |

Legenda:
      Vincitore.
Regolamento:
Due punti a vittoria, uno a pareggio, zero a sconfitta.
In caso di pari punti per le squadre fuori dalla zona promozione e retrocessione era in vigore il pari merito.
Note:
Il Molfetta ha scontato 1 punto di penalizzazione.
Risultati (Matera)
- Bari B-Matera

10-0
1-0
- Matera-Tosi Taranto

0-1
1-2
- Molfetta-Matera

1-1
0-3
- Matera-Foggia B

1-1
1-0
Aggregato: 
Direttorio XV Zona (Lucania)
Sede: - Potenza.
Presidente: Vincenzo Salerno.
Giocano le gare nel girone Puglie
Torneo non organizzato:
Direttorio XVI Zona (Calabria)
Sede: Cosenza.
Presidente: Rag. Massimo Cavalcanti.

## Sicilia
Direttorio XVII Zona (Sicilia)
Sede: Palermo.
Incaricato: Dott. Rosario Gregorio.
Girone unico
- A.C. Agrigento
- S.S. Catania (B=riserve)
- Dop. Ferroviario, Catania (ritirato)
- A.S. Dop. Enna, Enna (ritirata)
- Juventus S.C. (B=riserve), Trapani
- G.S. Megara 1908, Augusta (ritirata)
- A.C. Messina (B = riserve)
- U.S. Nissena (B=riserve), Caltanissetta
- U.S. Palermo (B = riserve)
- A.S. Siracusa (B = riserve) (ritirato)

## Sardegna
Direttorio XVIII Zona (Sardegna)

Sede: - Cagliari.

Presidente: Comm. Guido Costa.
Girone unico
- C.S. Cagliari (B=riserve), Cagliari
- F.G.C., Cagliari
- Monteponi Iglesias
- S.S. Ilva, La Maddalena
- G.S. Terranovese, Olbia
- U.S. Mussolinia, Mussolinia
- U.S. Nuoro, Nuoro
- S.E.F. Torres (B=riserve), Sassari
- U.S. Villacidrese, Villacidro

### Verdetti finali
- In seguito a decisione del Direttorio XVIII Zona, la classifica si chiuse col primo posto della S.S. Ilva. La Seconda Divisione Sarda venne annullata. Titolo e promozione non assegnati.

## Tripolitania
Direttorio XIX Zona (Tripolitania)

Sede: Ufficio Sportivo P.N.F. - Tripoli.

Presidente: Emanuele Parodi.
Non organizzato.

## Cirenaica
Direttorio XX Zona (Cirenaica)

Sede: - Bengasi.

Presidente: Carlo Santi.
Non organizzato.

## Somalia
Direttorio XXI Zona (Somalia)

Sede: - Mogadiscio.

Presidente: Luigi Saverio Bertazzoni.
Non organizzato.